# Amerikaanse baardvogels
Amerikaanse baardvogels (ook wel baardvogels van de Nieuwe Wereld, Capitonidae) zijn een vogelfamilie uit de orde van spechtvogels. De IOC World Bird List onderscheidt drie verschillende families baardvogels, de Amerikaanse, Afrikaanse en Aziatische baardvogels. Alle vogels uit deze orde zijn nauw verwant aan de zangvogels. Ze zijn nauw verwant aan de toekans en hebben vaak opvallende kleuren.

## Kenmerken
De naam baardvogel slaat op de "snorharen" rond het begin van de meestal forse snavel. Ze hebben een gedrongen lichaam en een grote snavel en zijn meestal levendig gekleurd.

## Verspreiding en leefgebied
Amerikaanse baardvogels komen voor in Midden- en Zuid-Amerika. Het zijn uitgesproken bosvogels die leven in vochtige tropische bossen.

## Taxonomie
De familie telt twee geslachten met in totaal 15 soorten.
- Geslacht Capito (11 soorten baardvogels)
- Geslacht Eubucco (4 soorten baardvogels)

Glansvogels · Baardkoekoeken · Capitonidae · Lybiidae · Megalaimidae · Honingspeurders · Semnornithidae · Toekans · Spechten